# Zandberg (Zeeland)
Zandberg is een gehucht dat deel uitmaakt van de gemeente Hulst, in de Nederlandse provincie Zeeland. Het in de regio Zeeuws-Vlaanderen gelegen gehucht bevindt zich nabij Graauw. Zandberg is genoemd naar het naburige Fort Zandberg. Lange tijd heeft het deel uitgemaakt van de gemeente Graauw en Langendam. In de omtrek is nog veel erfgoed te vinden uit de tijd van de Tachtigjarige Oorlog, zoals de Steenen Beer, de Vlaamse kreek en het fort zelf op de liniedijk. Het gehucht heeft ongeveer 110 inwoners. Zandberg ligt in de Willem-Hendrikspolder en bestaat uit de Zandbergestraat, Zoutestraat, Standertmolenstraat en Theenaertstraat. Tot 1935 kende Zandberg de Molen Van der Walle aan de Standertmolenstraat. Nabij Zandberg gaat de Zandbergse kreek over in de Graauwse Kreek.

Locatie van Zandberg in de gemeente

Stad: Hulst

Dorpen: Clinge · Graauw · Heikant · Hengstdijk · Kapellebrug · Kloosterzande · Kuitaart · Lamswaarde · Nieuw-Namen · Ossenisse · Sint Jansteen · Terhole · Vogelwaarde · Walsoorden

Buurtschappen: Absdale · Baalhoek · Boschkapelle · Catalijnenweg · Delft · Drie Hoefijzers · Duivenhoek · De Eek · Emmadorp · Fluitershoek · Groenendijk · Halfeind · Hoefkesdijk · Hoek en Bosch · 't Hoekje · 't Jagertje · Kalverdijk · Kampen · Kamperhoek · Keizerrijk · De Knapaf/Droogedijk · Knuitershoek · Koelewei · Koningsdijk · De Kraai · Krabbenhoek · Kreverhille · Kruisdorp · Kruispolderhaven · Kruisweg · Het Lammetje · Luntershoek · Margret · Margretschedijk · Molenhoek · Molenhoek · Muggenhoek (deels) · Noordstraat · Het Oliekot · Oostdijk · Ossenhoek · Oude Kaai · Oudemolen · Oude Stoof · Paal · Patrijzendijk · Patrijzenhoek · Pauluspolder · Perkpolder · Prosperdorp · De Rape · Roskam · Roverberg · Ruischendegat · Rustwat · Saswijk · Schapershoek · Scheldevaartshoek · Schuddebeurs · Sluis/Drie Gezusters · Statenboom · Stoppeldijk (Rapenburg) · Stoppeldijkveer (deels) · Strooienstad · Tasdijk · Tivoli · Tragel · Verkorting · Vijfhoek · Vogelfort · Walenhoek · Zandberg · Zeedorp · Zeegat

Historische plaatsen: Boerenmagazijn · Eekenissepolder · Klein Kuitaart · Vitshoek

Zeeland: Steden en dorpen in Zeeland      Nederland: Provincies · Gemeenten